# Papilionanthe teres
Papilionanthe teres är en orkidéart som först beskrevs av William Roxburgh, och fick sitt nu gällande namn av Rudolf Schlechter. Papilionanthe teres ingår i släktet Papilionanthe och familjen orkidéer. Inga underarter finns listade i Catalogue of Life.

## Bildgalleri

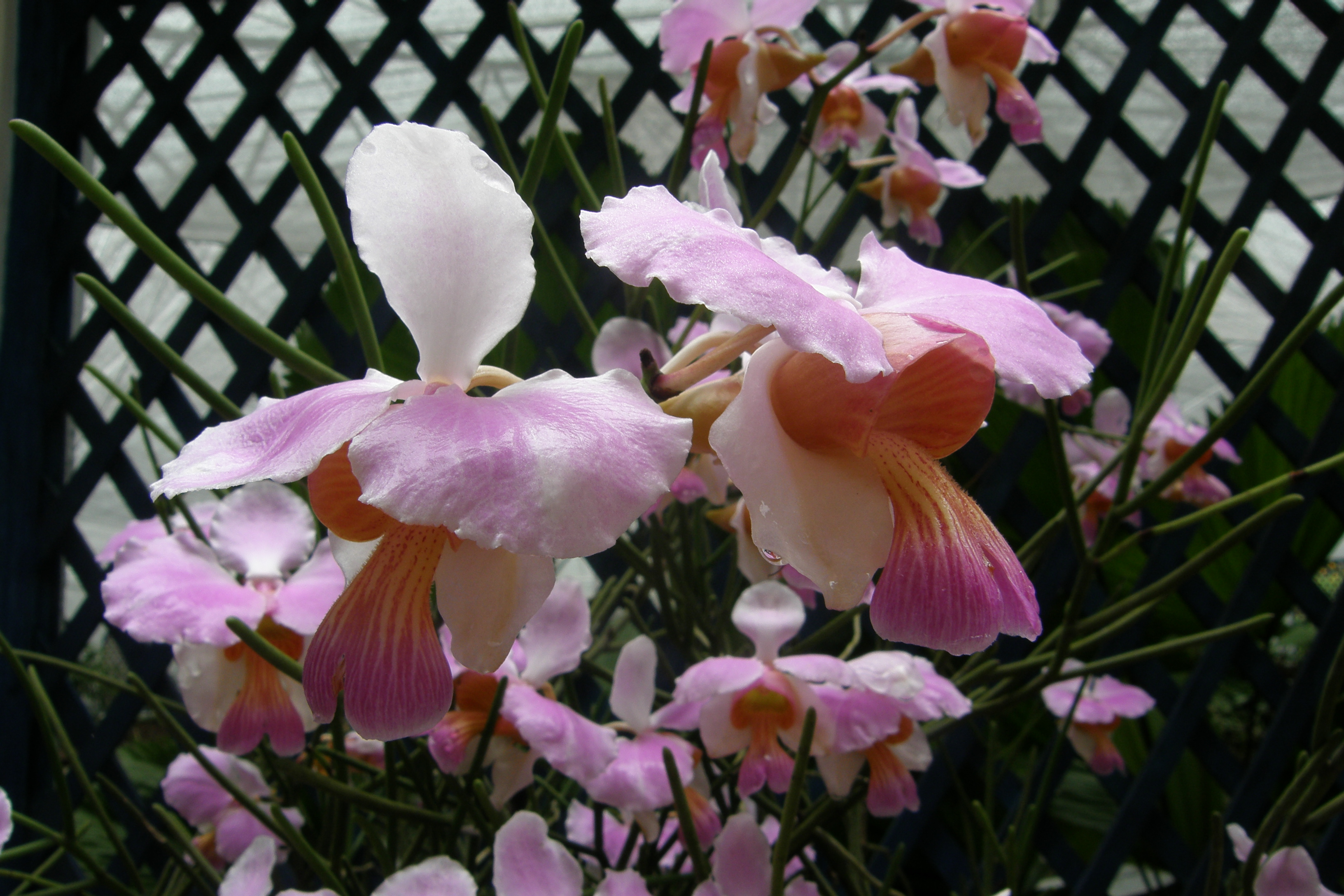
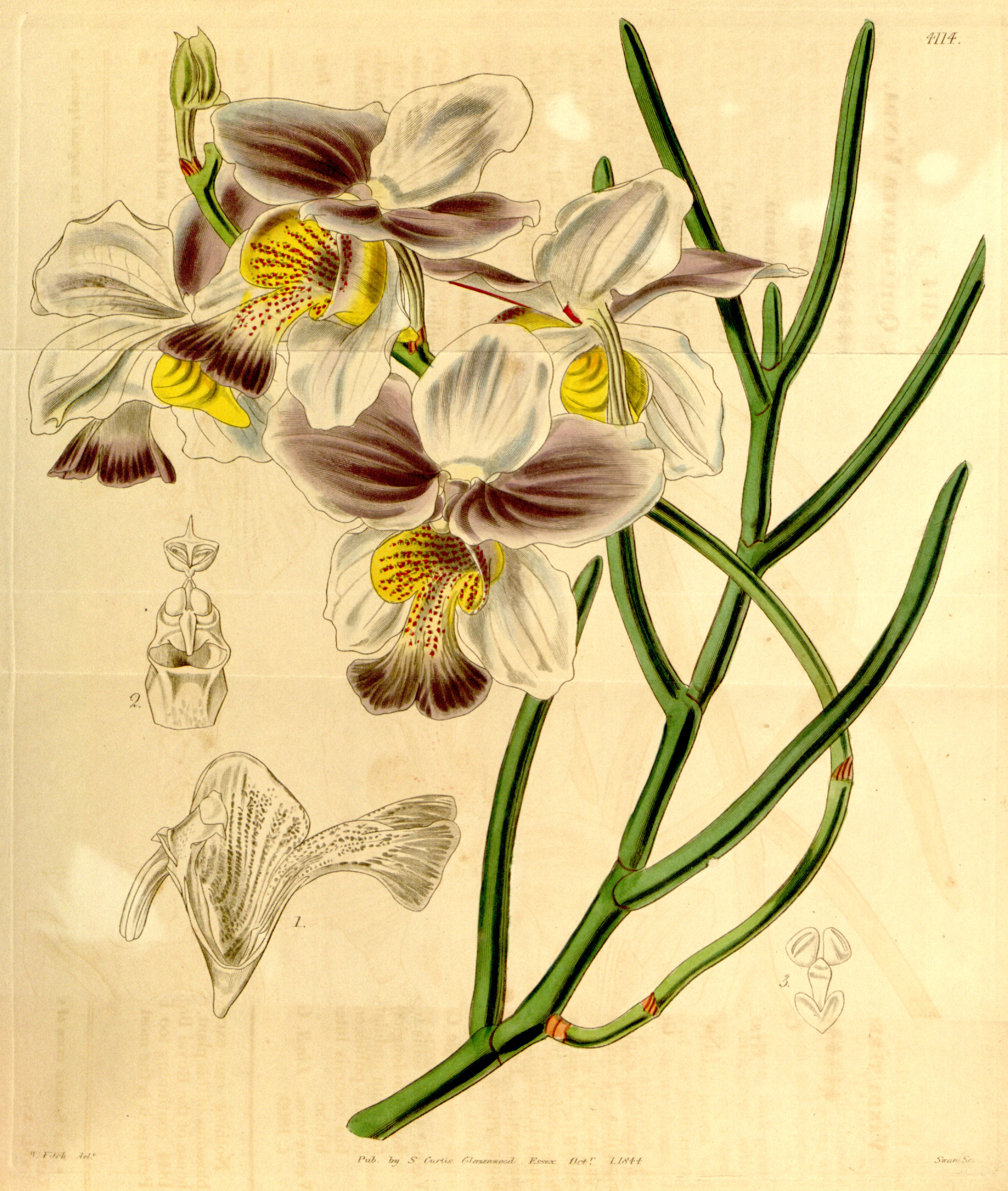
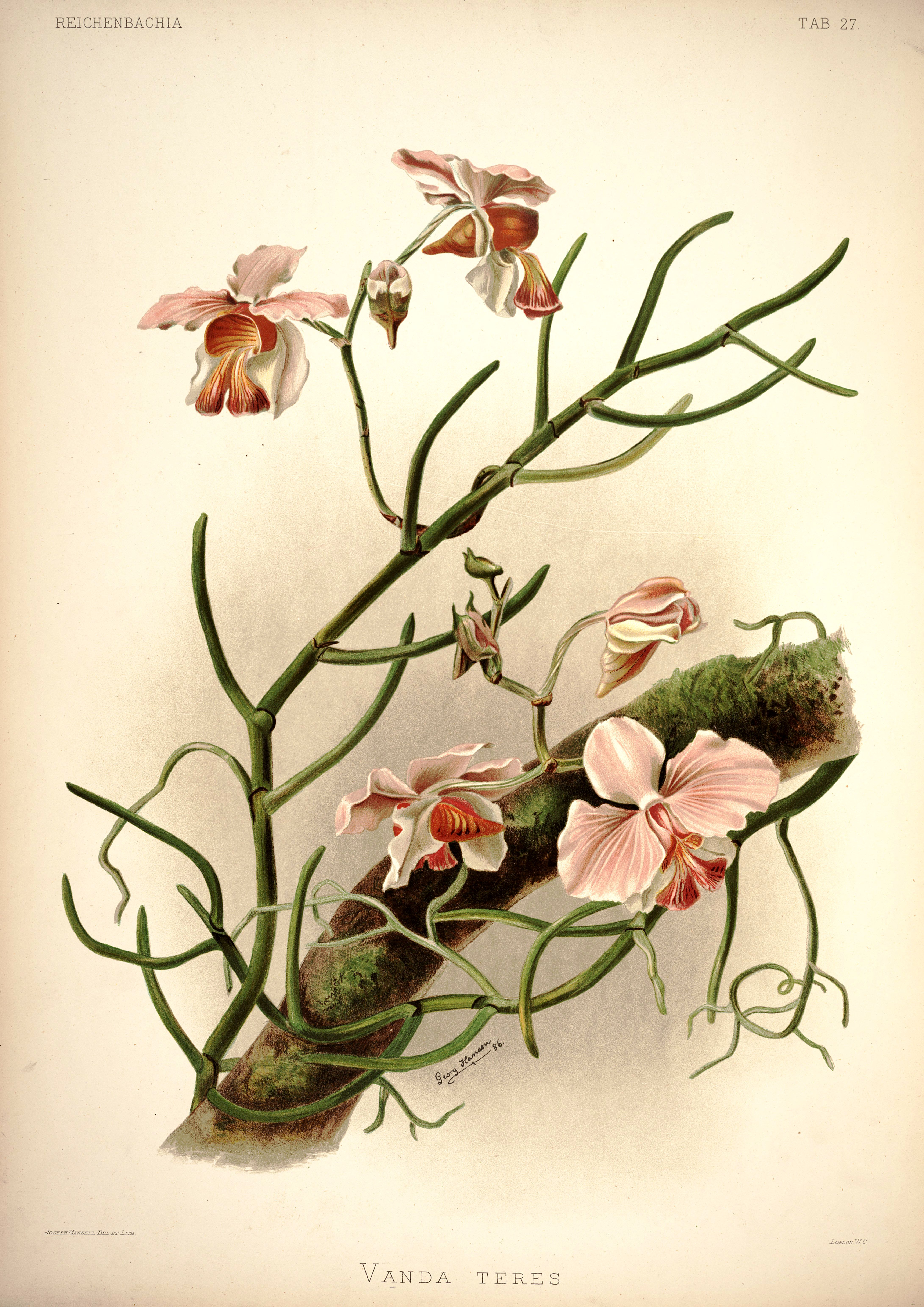